# 中国2010年上海世界博览会新西兰馆
中国2010年上海世界博览会斯新西兰馆是2010年上海世博会上代表新西兰的展馆，位于世博园区B片区，占地面积2000平方米。新西兰馆的主题为“自然之城：生活在天地之间”。

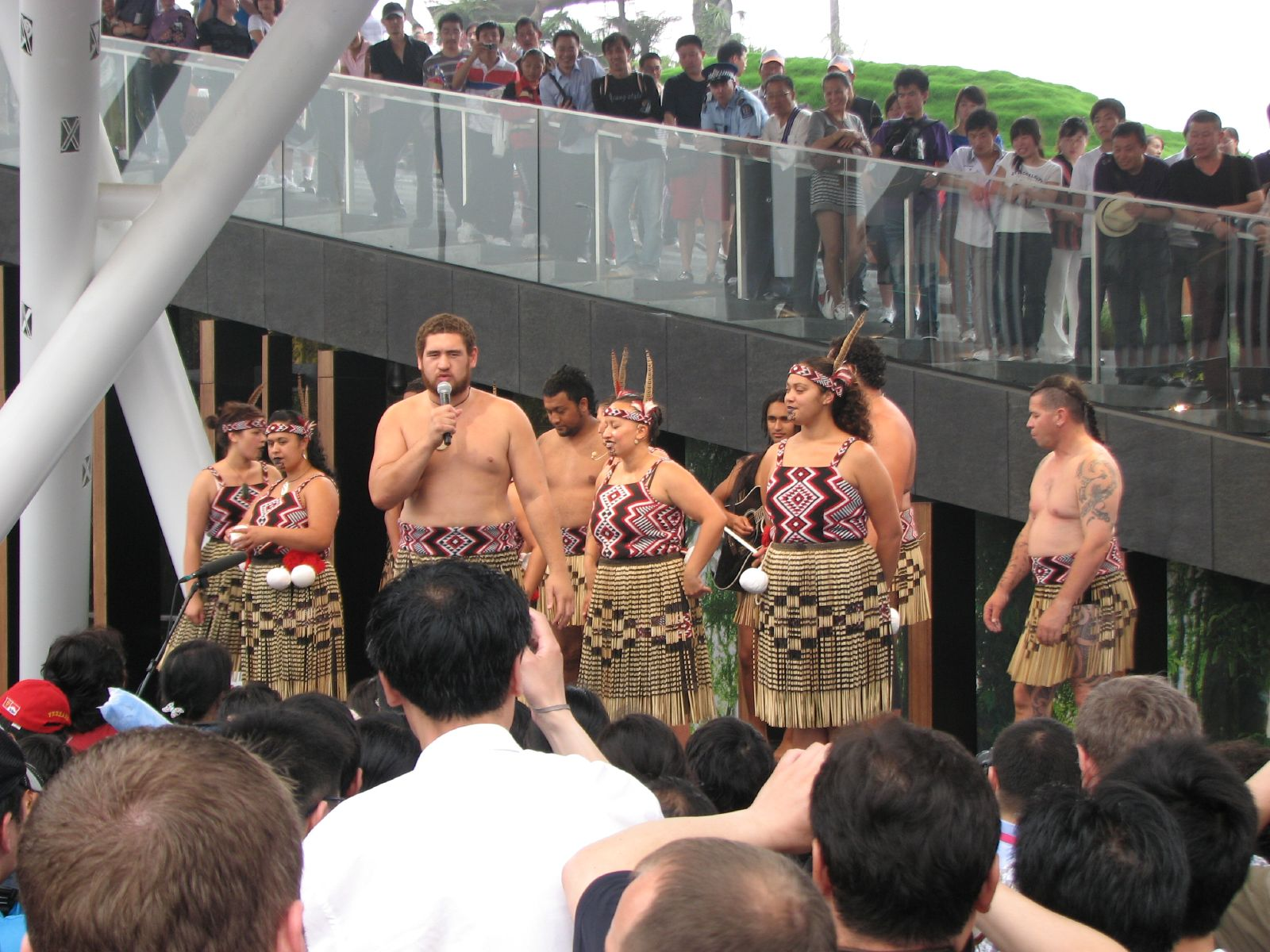
世博会上的毛利人舞蹈

设计灵感来源于毛利人的创世神话，展馆从不同角度显现了森林之神（也是人类之神）Tane将天父Rangi与地母Papa分开创造人类世界的故事。而展馆内的镇馆之宝是一块重达1.8吨的新西兰绿石（新西兰玉）。同时，毛利人象征胜利的舞蹈也会在展馆中表演。